# إكستريم رولز (2010)
إكستريم رولز (بالإنجليزية: Extreme Rules (2010))‏ عرض مصارعة محترفة دفع مقابل المشاهدة(PPV) قادم، والعرض من إنتاج المصارعة العالمية الترفيهية (WWE) الذي سيقامفي تاريخ 25 أبريل 2010 بقاعة 1st Mariner Arena بمدينة بالتيمور، ماريلاند. العرض سيكون برعاية دجاج كنتاكي ,هذا العرض سيكون السادس من سلسلة عروض ون نايت ستاند/إي إكستريم رولز والثاني الذي يسمى إكستريم رولز ,حالياً تم الإعلان عن سبع مباريات ستلعب في العرض.

## المباريات
| 1                                      | جون سينا (ب) ضد باتيستا      | مباراة آخر رجل واقف على بطولة الدبليو دبليو إي         |
| 2                                      | ري ميستيريو ضد سي إم بونك    | مباراة شعر - إذا خسر سي ام بونك يجب عليه ان يحلق شعره. |
| 3                                      | جاك سواجر (ب) ضد راندي أورتن | مبارات إكستريم رولز على بطولة العالم للوزن الثقيل      |
| 4                                      | تريبل اتش ضد شيموس           | مباراة قتال الشوارع                                    |
| 5                                      | إيدج ضد كريس جركو            | مباراة القفص الحديدي                                   |
| 6                                      | جي تي جي ضد شاد غاسبار       | مباراة الأشرطة                                         |
| 7                                      | ميشيل مكول ضد بيث فينكس      | مباراة إكستريم ميك أوفر على بطولة النساء               |
| (ب) - تشير إلى ابطل الذي يدخل المباراة |                              |                                                        |

## روابط خارجية
- إكستريم رولز على موقع IMDb (الإنجليزية)
- إكستريم رولز على موقع قاعدة بيانات الفيلم (الإنجليزية)
- إكستريم رولز على موقع كينوبويسك (الروسية)